# Aconophora elongatiformis
Aconophora elongatiformis är en insektsart som beskrevs av Dietrich. Aconophora elongatiformis ingår i släktet Aconophora och familjen hornstritar. Inga underarter finns listade i Catalogue of Life.